# West Carroll Parish

West Carroll Parish (franska: Paroisse de Carroll Ouest)) är ett administrativt område, parish, i delstaten Louisiana, USA. År 2010 hade området 11 604 invånare. Den administrativa huvudorten är Oak Grove. 
Poverty Point nationalmonument ligger i West Carroll Parish.

## Geografi
Enligt United States Census Bureau har countyt en total area på 933 km². 931 av den arean är land och 2 km² är vatten.  

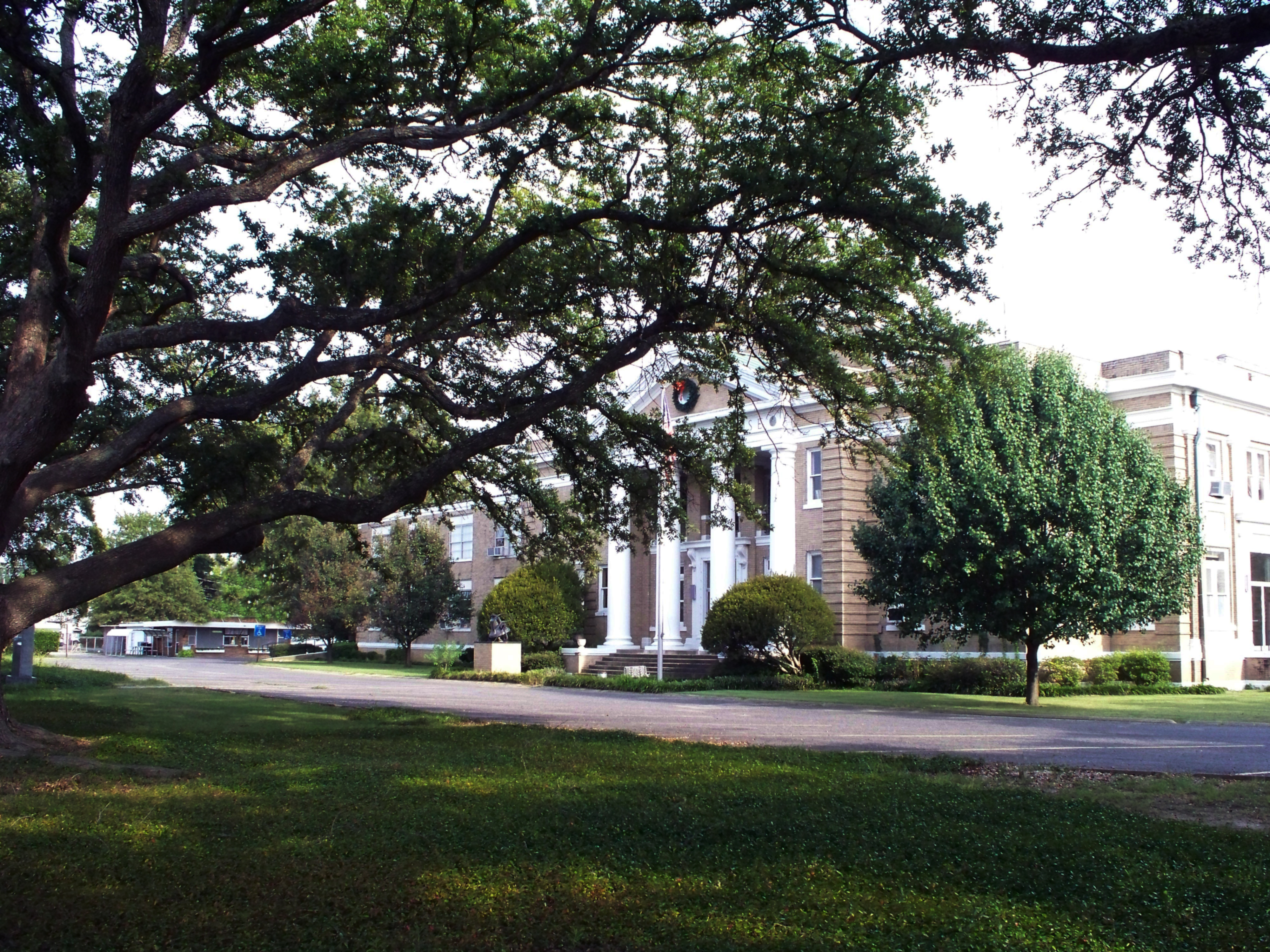
West Carroll Parish Courthouse i Oak Grove.